# 高橋雄一 (福島テレビ)
高橋 雄一（たかはし ゆういち、1948年8月8日 - ）は、神奈川県大和市出身のフリーアナウンサー。

## 略歴・人物
中央大学卒業後に一般企業勤務を経て、1973年1月に福島テレビ（FTV）へ入社。同期には榎本文克がいる。
福島競馬の実況アナウンサーとして一部の競馬ファンにおなじみであった。特に1993年の七夕賞では「ツインターボ全開だ、ターボエンジン。逃げ切った!」とツインターボの逃げ切り勝ちを実況して、今でも語り草となっている。
2006年7月1日付の人事異動において、営業業務局専任局長に就くことになったため、アナウンサー職を離れた。アナウンサーとして最後の仕事は、その1週間後に行われた福島競馬の七夕賞の実況だった。
異動後も『エキサイティング競馬』の司会を担当したが、11月をもって卒業した。その後総務部付となり2008年に定年退職。
現在は子会社の福島テレビエンタープライズに移り、FTVカルチャーセンターで朗読講座を受け持っており、2008年10月11日の『サタふく』中継に、その宣伝のために出演した。2012年11月18日に福島競馬場で行われた「実況マスターズ」に出演。メインレースの福島記念の実況を担当し、6年ぶりに競馬実況を行った。2013年には『FTVアーカイブ特選』のナビゲーターを務めていた。

## 担当番組

### 福島テレビ退社後
- FTVアーカイブ特選（2013年）

### 福島テレビアナウンサー時代
- サタデーふくしま
- 弦哲也のFTVカラオケグランプリ
- Lばんテレポート
- FTVスーパーニュース
- ときめきうつくしま（県政広報番組）
- スポーツ実況（競馬、バレーボール、駅伝、競輪など）

## 主な実況歴
- カブトヤマ記念（1989年～1994年, 1999年, 2000年, 2002年）
- 福島牝馬ステークス（2004年）
- 福島大賞典（1977年）
- 新潟大賞典（1990年, 1995年, 2000年, 2001年）
- 地方競馬招待競走（1981年）
- セイユウ記念（1980年, 1981年）
- 日経賞（1979年）
- ラジオたんぱ賞（1979年〜1985年, 1990年～1995年, 1997年～1999年, 2001年～2005年）
- 東北記念→七夕賞（1977年, 1981年, 1982年, 1988年, 1990年～1995年, 1997年, 2001年, 2004年, 2005年, 2006年）
- 関屋記念（1988年, 1995年, 2000年）
- 福島記念（1977年, 1989年～1992年, 1994年, 2002年～2004年, 2012年）